# Novellara
Novellara är en ort och kommun i provinsen Reggio Emilia i regionen Emilia-Romagna i Italien. Kommunen hade 13 607 invånare (2018).